# Ildikó Mincza-Nébald
Pour les articles homonymes, voir Ildikó.
Ildiko Mincza-Nebald (née le 6 novembre 1969) est une escrimeuse hongroise pratiquant l’épée. Elle est médaillée de bronze aux Jeux olympiques d'été de 2008 à Pékin.

## Palmarès
- Jeux olympiques
  -  Médaillée de bronze aux Jeux olympiques de 2008 à Pékin
- Coupe du monde d'escrime
  -  Vainqueur de la Coupe du monde d'épée féminine 1999
  -  Vainqueur de la Coupe du monde d'épée féminine 2000
  - Vainqueur de 2 épreuves de Coupe du monde d'escrime (Florina et Saint-Maur-des-Fossés en 2008).